# Frygnowo
Frygnowo [pronunciación en polaco: /frɨɡˈnɔvɔ/] (en alemán: Frögenau) es un pueblo en el distrito administrativo de Gmina Grunwald, dentro del Distrito de Ostróda, Voivodato de Varmia y Masuria, en el norte Polonia. Se encuentra aproximadamente 22 kilómetros al sur de Ostróda y 41 kilómetros al sudoeste de la capital regional, Olsztyn. El pueblo tiene una población de 1,000 habitantes.
En 1914 los campos alrededor del pueblo fueron los principales campos de batalla de la Batalla de Tannenberg, la cual lleva el nombre del pueblo cercano de Tannenberg (Stębark).
Antes de 1945, el área era parte de Alemania (Prusia Oriental).

## Residentes notables
- Reinhard Kollak (1915–1980), piloto de la Luftwaffe.